# Crossotelos
Crossotelos — вимерлий рід тетраподоморфних нектрідій родини Urocordylidae. Він містить один вид, Crossotelos annulatus. Скам'янілості знайдені Оклахомі та Техасі, Сполучені Штати.